# Dzieje Pawła
Dzieje Pawła – utwór apokryficzny opisujący dzieje Pawła z Tarsu, zachowany jedynie we fragmentach.

## Pochodzenie, odkrycie i rekonstrukcja utworu
Do początków XX wieku Dzieje Pawła były znane jedynie z informacji przytoczonych przez Ojców Kościoła. Tertulian podaje informację o kapłanie z Azji Mniejszej, którego zdegradowano za napisanie Dziejów Pawła.
W 1896 Biblioteka Uniwersytecka w Heidelbergu zakupiła pochodzące z V–VI wieku koptyjskie papirusy z Achmim. Koptolog C. Schmidt odkrył, że papirusy te zawierają fragmenty zaginionych Dziejów Pawła i wydał odkryty przez siebie tekst w 1904. W 1927 Biblioteka Uniwersytecka w Hamburgu zakupiła papirus grecki, w którym zawarte były greckie fragmenty utworu. W późniejszych latach odkryto kolejne fragmenty pochodzące z papirusów, inskrypcji i tekstów pisarzy wczesnochrześcijańskich.
Z odkrytych fragmentów Dziejów Pawła zrekonstruowano epizod dotyczący pobytu w Efezie i szczątkowo zarys pozostałych epizodów.

## Struktura utworu
Na podstawie posiadanych obecnie fragmentów zrekonstruowano w zarysie podział tekstu na 14 epizodów, z czego 3, znane przed odkryciami papirusów koptyjskich, tradycyjnie funkcjonują jako autonomiczne teksty.
- Epizod I – Podróż Pawła z Damaszku do Jerozolimy (fragment papirusu koptyjskiego);
- Epizod II – Paweł w Antiochii (fragment papirusu koptyjskiego);
- Epizody III–IV – Dzieje Pawła i Tekli – pełny tekst grecki;
- Epizody V–VIII – Myra, Smydon, Tyr, Podróż do Jerozolimy (fragmenty papirusów koptyjskich);
- Epizod IX – Paweł w Efezie – zrekonstruowany tekst papirusu koptyjskiego i fragmentu papirusu greckiego;
- Epizod X – List Koryntian do Pawła i 3. List do Koryntian – pełny tekst z fragmentu papirusu koptyjskiego i papirusu greckiego;
- Epizod XI – Paweł w Filippi (fragment papirusu koptyjskiego);
- Epizod XII – Paweł w Koryncie (fragment papirusu greckiego);
- Epizod XIII – Podróż do Italii (fragmenty papirusów koptyjskiego i greckiego);
- Epizod XIV – Męczeństwo Pawła – pełny tekst grecki.